# Лафортюн, Марсель
Марсель Жан Жосс Лафортюн (фр. Marcel Jean Josse Lafortune, 29 сентября 1900 — ?) — бельгийский стрелок, призёр чемпионата мира.
Родился в 1900 году в Лёвене. В его семье были крепки спортивные традиции: он был братом стрелка Франсуа Лафортюна-старшего и гимнаста Юбера Лафортюна, и дядей стрелка Франсуа Лафортюна-младшего. В 1930 году стал серебряным призёром чемпионата мира. В 1936 году на Олимпийских играх в Берлине стал 55-м в стрельбе из малокалиберной винтовки лёжа с 50 м, 13-м в стрельбе из произвольного пистолета с 50 м, и 12-м в стрельбе из скорострельного пистолета с 25 м. В 1948 году на Олимпийских играх в Лондоне стал 39-м в стрельбе из малокалиберной винтовки лёжа с 50 м, и 8-м в стрельбе из произвольного пистолета с 50 м. В 1956 году на Олимпийских играх в Мельбурне стал 23-м в стрельбе из произвольного пистолета с 50 м. В 1960 году на Олимпийских играх в Риме стал 34-м в стрельбе из произвольного пистолета с 50 м.